# ラルフ・フェールマン
ラルフ・フェールマン（Ralf Fährmann、1988年9月27日 - ）は、東ドイツ・カール＝マルクス＝シュタット（現ドイツ・ケムニッツ）出身のサッカー選手。FCシャルケ04所属。ポジションはゴールキーパー。

## 来歴

### クラブ
2003年にシャルケ04の下部組織に加入。2007年にトップチームに昇格するが、マヌエル・ノイアーから正GKの座を奪うことは出来ず、3試合のリーグ戦出場にとどまった。2009-10シーズンから出場機会を求めてアイントラハト・フランクフルトへ移籍。
2011年5月、フランクフルトの降格とマヌエル・ノイアーの移籍に伴い、古巣シャルケ04に復帰。2011-12シーズンは左膝の靱帯断裂の影響で9試合の出場に終わり、2012-13シーズンはティモ・ヒルデブラント、ラース・ウンナーシュタルに次ぐ第3GKに甘んじ、リーグ戦での出場はなかった。翌2013-14シーズンには2人を差し置いて22試合に出場してレギュラーを確保し、2015年10月16日には2020年まで契約を延長した。
2017-18シーズンからはキャプテンに指名された。
しかし、若手のアレクサンダー・ニューベルの台頭もあって、出場機会が激減。出場機会を求め、2019年7月5日、ノリッジ・シティFCへ1シーズンのレンタル移籍が発表された。しかし、ティム・クルルとの正GK争いに敗れリーグ戦3試合の出場に留まったことから2020年3月9日にノリッジとのレンタル契約を解除。翌10日にノルウェーのSKブランへ6月30日までの期限付き移籍をすることになった。
2020-21シーズンよりフレデリク・レノウの控えとしてシャルケに復帰。

### 代表
各年代のドイツ代表に選出されていた。

## 人物・エピソード
- 兄のファルクもFSVツヴィッカウでプレーしたサッカー選手である。

## タイトル

### クラブ
シャルケ04
- DFLスーパーカップ：2011